# Universidad Nacional Sun Yat-sen
La Universidad Nacional Sun Yat-sen（chino tradicional: 國立中山大學, Pinyin: Guólì Zhōngshān Dàxué）es una universidad de investigación en Kaohsiung, Taiwán y las Islas Pratas, Mar de China Meridional, consistió en la costa del Estrecho de Taiwán. Se compone principalmente de expertos en think tanks y muchos centros de investigación y es conocido por su campus único en una fortaleza natural, y se ubica entre las mejores universidades marítimas y escuelas de negocios de Asia Oriental.
Nombrado en honor del Dr. Sun Yat-sen, NSYSU fue fundada en 1980. 
NSYSU es la primera universidad nacional integral del sur de Taiwán, y es la primera de las 7 mejores universidades de investigación en todo el país. Más de la mitad de sus organizaciones son centros de investigación,  contiene varios institutos de investigación fundado por el gobierno de Estados Unidos, la Comisión Europea y el gobierno Japonés. Su escuela de negocios, universidad de ciencias marinas, universidad de ciencias sociales, programas de ciencias aplicadas, y salario de graduado promedio ha sido clasificado los primeros tres lugares en Taiwán en varias clasificaciones internacionales, y la universidad también se clasifica entre las 400 mejores universidades en general.

## Cultura tradicional
La Universidad Nacional Sun Yat-sen (NSYSU) se encuentra en la ciudad de Kaohsiung, la ciudad portuaria más grande de Taiwán. Basado en el estilo académico que enfatiza el océano y el comercio, no solo es el lugar de nacimiento de la primera facultad de ciencias marítimas de Taiwán, sino que también es único en albergar actividades de deportes acuáticos directamente en el campus. Los requisitos de graduación de NSYSU para sus estudiantes incluyen la demostración de habilidad para nadar. NSYSU también tiene una relación regular de competición de windsurf con la prestigiosa Universidad de Osaka en Japón. Además, NSYSU tiene una relación especial de escuela hermana con la Universidad de California en San Diego (UCSD) en los Estados Unidos, una universidad de investigación con un estilo académico similar, y que también se encuentra cerca de la costa. El Simposio Conjunto NSYSU y UCSD se ha celebrado en Kaohsiung y La Jolla alternativamente todos los años desde 2015.

## Colegios
NSYSU está organizado en ocho universidades y dos universidades de National Key Fields (Investigación avanzada de semiconductores, Investigación financiera internacional), su facultad mantiene fuertes lazos con la industria y los funcionarios del gobierno. Sus egresados de la escuela de posgrado incluyen un Presidente del Yuan Legislativo, un Alcalde de Kaohsiung, y una cantidad considerable de CEO de 500 compañías más grandes en el mundo.
El primer estudiante chino y Burkina Faso en Taiwán en recibir un doctorado es un graduado del Instituto de Estudios de China y Asia-Pacífico en NSYSU.
- Facultad de Artes Liberales
- Facultad de Ciencias
- Facultad de Ingeniería
- Facultad de Administración
- Facultad de Ciencias del Mar
- Facultad de Ciencias Sociales
- Colegio Si-Wan
- Colegio de Medicina

## Campus
Situado junto al puerto de Kaohsiung y una base militar, el campus NSYSU rodeado por tres lados por la montaña y también se enfrenta a las aguas abiertas del estrecho de Taiwán, esto lo convierte en una fortaleza natural. La playa de Sizihwan (una de las ocho vistas de Taiwán) se encuentra justo en el campus, que lo convierte en el mejor campus universitario de atracción en Taiwán. Hay varias características como:
Naturaleza: montano, ecosistema marino, arrecife de coral.
Artificial: un balneario, un túnel, un sitio histórico japonés.